# Erich von Weckbecker

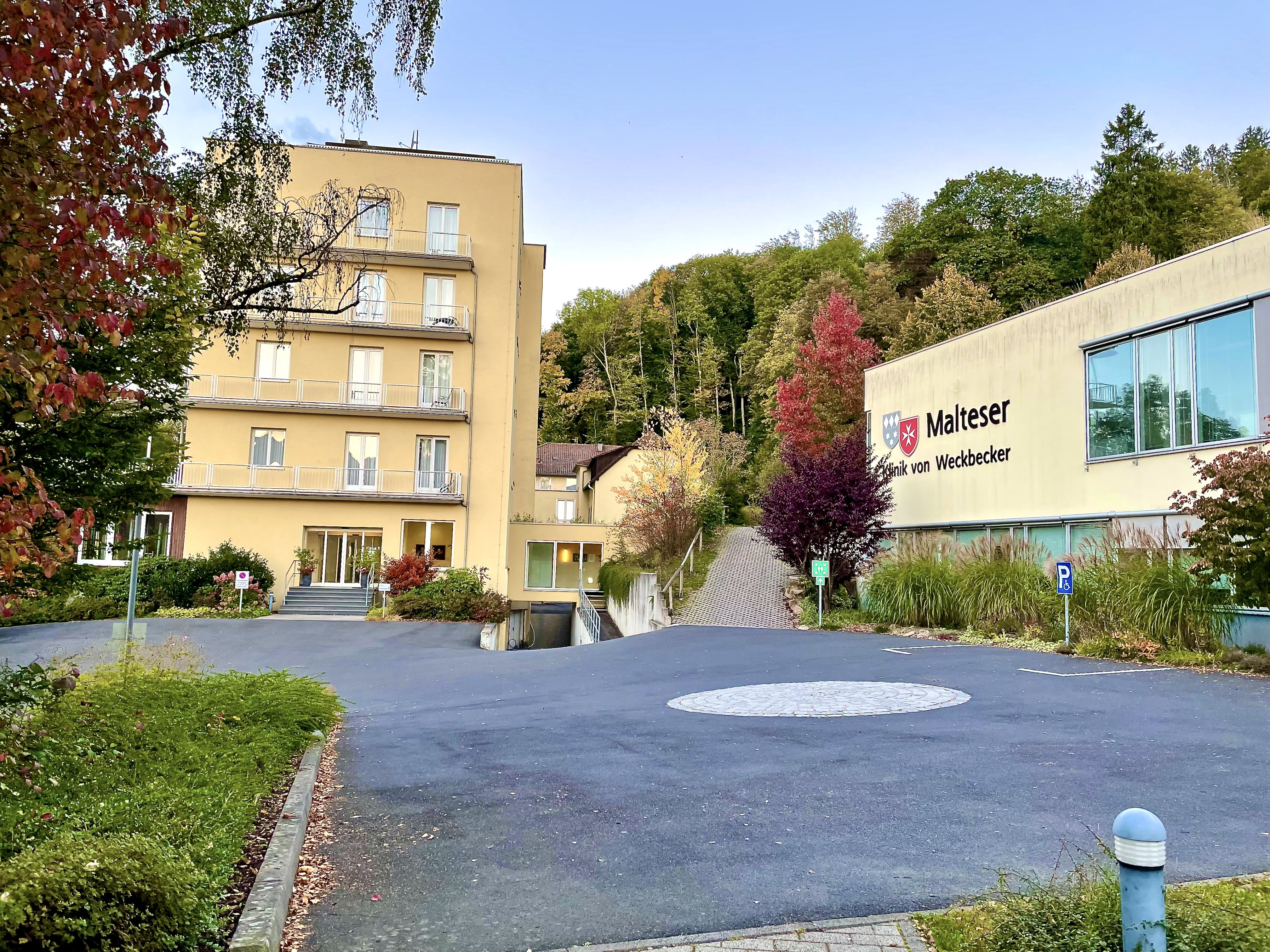
Malteser Klinik von Weckbecker

Erich von Weckbecker (* 26. März 1920 in München; † 12. April 2005 in Bad Brückenau) war ein deutscher Facharzt für Innere Medizin und Naturheilkunde. Zusammen mit Otto Buchinger und Franz Xaver Mayr gehört er zu den Pionieren auf dem Gebiet der ganzheitlichen Fastentherapie. 

## Leben

### Krankheit prägt Jugend- und Studienzeit
Erich von Weckbecker, Sohn eines renommierten Münchner Gynäkologen, litt schon als Kind unter häufigen Infekten. Im Alter von 16 Jahren erkrankte er an einer Grippe, die in der Folge zu einer schweren Herzmuskelentzündung und Rheuma in den Gelenken führte. Auch seine Zeit als Soldat im Zweiten Weltkrieg war geprägt von schweren Krankheiten wie Diphtherie, Nierenentzündung, Leberentzündung mit Gelbsucht und einem Magengeschwürleiden. Trotz seines angeschlagenen Gesundheitszustandes beendete er sein Medizin-Studium und wurde 1945 nach Entlassung aus der Kriegsgefangenschaft Assistenzarzt im Klinikum rechts der Isar in München. Am Ende seiner Ausbildung zum Facharzt für Innere Medizin fühlte er sich jedoch gesundheitlich nicht in der Lage, seinen Beruf auszuüben. Seine  Hoffnung, Heilung durch die Schulmedizin zu erreichen, gab er schließlich nach zahlreichen Versuchen  auf.   

### Kneipp-Kur als Schlüsselerlebnis
1950 entschloss sich Erich von Weckbecker zu einer mehrwöchigen Kneipp-Kur im Kneipp-Krankenhaus St. Josef in Bad Brückenau. Statt der erwarteten Besserung ging es ihm zunächst schlechter, bis sich sein Gesundheitszustand nach einem Vierteljahr auffallend verbesserte und die Krankheitsbeschwerden fast gänzlich verschwanden. Überzeugt von der starken Wirksamkeit der Wasseranwendungen widmete er sich daraufhin der Naturheilkunde. 1951 nahm er die Tätigkeit als Koordinator wissenschaftlicher Studien im Sebastian Kneipp-Instituts in Bad Wörishofen auf. Neben den physikalisch-medizinischen Maßnahmen spielten für ihn bei Gesundung bzw. Gesunderhaltung insbesondere die Ernährungstherapie mit der Methode des Heilfastens eine wesentliche Rolle. Erich von Weckbecker stand bei der Entwicklung seines Fastenkonzeptes im ständigen Austausch mit Pionieren der Heilfastentherapie und Naturheilkunde, darunter Otto Buchinger, Franz-Xaver Mayr und Are Waerland. 

### Spezielle Form der Heilfastentherapie
Von Weckbecker legte neben dem eigentlichen Heilfasten großen Wert auf hydrotherapeutische Maßnahmen wie Bäder, Güsse, heiße Auflagen, Sauna und Massage. Er prägte den naturheilkundlichen Grundsatz: Mit Kräuterbädern Schlacken auflösen und diese mit Wechselbädern ausleiten. Als genauso wesentlich für die Entgiftung und Entschlackung des Körpers sah er die intensive Reinigung des Darms an. Während beim Buchinger-Heilfasten der Darm mit Glaubersalz entleert wird, sind in der Heilfasten-Kur nach dem Konzept von Dr. von Weckbecker tägliche Darmspülungen vorgesehen. Dabei werden ca. 15 Liter körpertemperiertes Wasser versetzt mit Kamille durch den Darm geleitet. Diese spezielle Form der Darmreinigung wurde eigens von Erich von Weckbecker entwickelt. 

### Gründung einer Klinik für Naturheilkunde
1958 eröffnete der Facharzt für Innere Medizin die Naturheilklinik Erich von Weckbecker in Bad Brückenau, nachdem er zuvor in einer kleinen Pension praktizierte. Obwohl es gerade in der Nachkriegszeit schwer war, die Menschen für eine Heilfastentherapie und damit zu einem Verzicht auf feste Nahrung zu gewinnen, war die Nachfrage sehr groß. Dr. Erich von Weckbecker übte seinen Beruf mit großem Engagement aus und war für seine Patienten rund um die Uhr im Einsatz. Als Erich von Weckbecker 2005 im Alter von 85 Jahren starb, wurde die Klinik von dem Malteserorden übernommen und wird bis heute in seinem Sinne weitergeführt.

## Ämter/Ehrungen
- 1966–1978 Stadtrat der Stadt Bad Brückenau
- 1978 Auszeichnung mit der silbernen Stadtplakette und 1979 mit der goldenen Stadtplakette der Stadt Bad Brückenau

## Veröffentlichungen
- Veränderungen des neurovegetativen Hauttonus unter der Wirkung der Kneippkur. In: Münchener medizinische Wochenschrift. 95 (1953), S. 308–311.
- Experimentelle Untersuchungen über das Verhalten der Hautdurchblutung bei Kneippschen Anwendungen. In: Die Kneippsche Naturheilkunde und ihre Grenzgebiete in Lehre und Beispiel. Verlag für ärztliche Fortbildung Ehrenwirth, München 1953.
- Veränderungen der dermographischen Reaktion und des vegetativen Hauttonus unter der Wirkung der Kneipp-Kur. In: Kurverwaltung Bad Wörishofen (Hrsg.): Exp. Beitrag zur Kneipptherapie. 1955, S. 65–80.